# Sigaruntang
Sigaruntang is een bestuurslaag in het regentschap Kuantan Singingi van de provincie Riau, Indonesië. Sigaruntang telt 1031 inwoners (volkstelling 2010).